# Forte romano di Burgh Castle
Il forte romano di Burgh Castle fa parte della serie di fortezze costiere romane costruite in Inghilterra intorno al III secolo d.C., per la dislocazione della cavalleria come difesa contro le incursioni dei sassoni lungo i fiumi delle coste meridionali e orientali della Gran Bretagna. Si trova sulla sommità di un terreno in forte pendenza verso l'estuario del fiume Waveney, nella parrocchia civile di Burgh Castle, nella contea di Norfolk.
Questo forte era probabilmente conosciuto come Gariannonum, anche se l'unica testimonianza che lo descrive come tale potrebbe anche fare riferimento al sito romano di Caister-on-Sea. Tra la metà del VII e il IX secolo il sito fu probabilmente occupato da un insediamento monastico e nell'XI e XII secolo vi esistevano una motta normanna.

## Origine del nome
In epoca romana era probabilmente noto come Gariannonum, nome che compare in un'unica fonte, la Notitia Dignitatum, un documento dove vengono indicati i funzionari e le dislocazioni dei vari corpi militari dell'esercito romano intorno all'anno 400 d.C.. Una volta questa identificazione era ritenuta sicura, ma gli studi moderni la hanno messa in dubbio.
Il nome Burgh, deriva dalla parola in inglese antico burh (il cui dativo singolare e nominativo/accusativo plurale byrig a volte è alla base di toponimi moderni) e che aveva varianti dialettali tra cui burg; a volte era anche confuso con beorh, beorg, 'tumulo, collina '[vedi Hall 2001, 69-70]. La parola era originariamente usata nell'inglese antico per indicare una città fortificata o proto-castello, come in Burgh Castle, ed era correlata al verbo beorgan (cfr. olandese e tedesco bergen), che significa "mantenere, salvare, rendere sicuro". In tedesco Burg significa castello o fortezza, poiché numerose città sono nate intorno a castelli il termine è quasi divenuto sinonimo di città, ed è incorporato in molti toponimi, come Amburgo, Flensburgo e Strasburgo.

## Descrizione

### Forte romano
Il forte è approssimativamente rettangolare e misura (internamente) circa 205 m (673 ft) di 100 m (330 ft). Le mura a nord, ad est e gran parte del lato sud sono in gran parte intatte, raggiungendo un'altezza di circa 4,6 m (15 ft) e misurando fino a 3 m (9,8 ft) di spessore alla base. Hanno un nucleo di pietrisco di selce a malta ed un rivestimento esterno ed interno di selce preparata e tegola o mattone rosso a fasce alternate. Contro la facciata esterna delle mura ci sono sei solidi bastioni con la pianta a forma di pera distanziati fra loro simmetricamente, due sul muro sud, uno agli angoli nord-est e sud-est, uno scivolato dalla posizione sul muro nord e uno sotto la parete sud dove è caduto. La parete ovest in un lontano passato era crollata lungo il fianco della collina sottostante in quello che una volta era un estuario, ma che ora è una palude e non più visibile. Il Breydon Water è tutto ciò che rimane di questo estuario.
Le testimonianze di monete e ceramiche sul sito indicano che l'occupazione del forte risale intorno alla metà del III secolo d.C. con l'occupazione romana che continua fino all'inizio del V secolo d.C., quando iniziano ad appare l'integrazione delle tradizioni romana e sassone.

### L'insediamento monastico
È stato ipotizzato che il castello di Burgh Castle sia il sito di "Cnobheresburg", un luogo sconosciuto (un forte o un castrum) nell'Anglia orientale, dove nel 630 circa fu fondato, da San Furseo, il primo monastero irlandese nell'Inghilterra durante le missioni dei monaci irlandesi descritto da San Beda. Vi sono molti argomenti contro questa posizione, ma non sono concordanti fra di loro.
Il sito del forte fu scavato dall'archeologo Charles Green tra il 1958 e il 1961, che ha rivelato i resti di una chiesa monastica in legno, nell'angolo sud-ovest del forte, con un cimitero cristiano appena a nord, che conteneva circa 144 sepolture ed anche alcune fosse contenenti ossa re-interrate. Un gruppo di capanne ovali verso l'angolo nord-est del forte può essere interpretato come celle o laboratori. Le monete ed altri oggetti portano a datare l'occupazione fino all'VIII e forse al IX secolo. Tuttavia, un rapporto dettagliato di Stephen Johnson del Norfolk Museums Service nel 1983 ha concluso che non c'erano prove conclusive per determinare un insediamento monastico nel forte di Burgh Castle.

### Il castello normanno

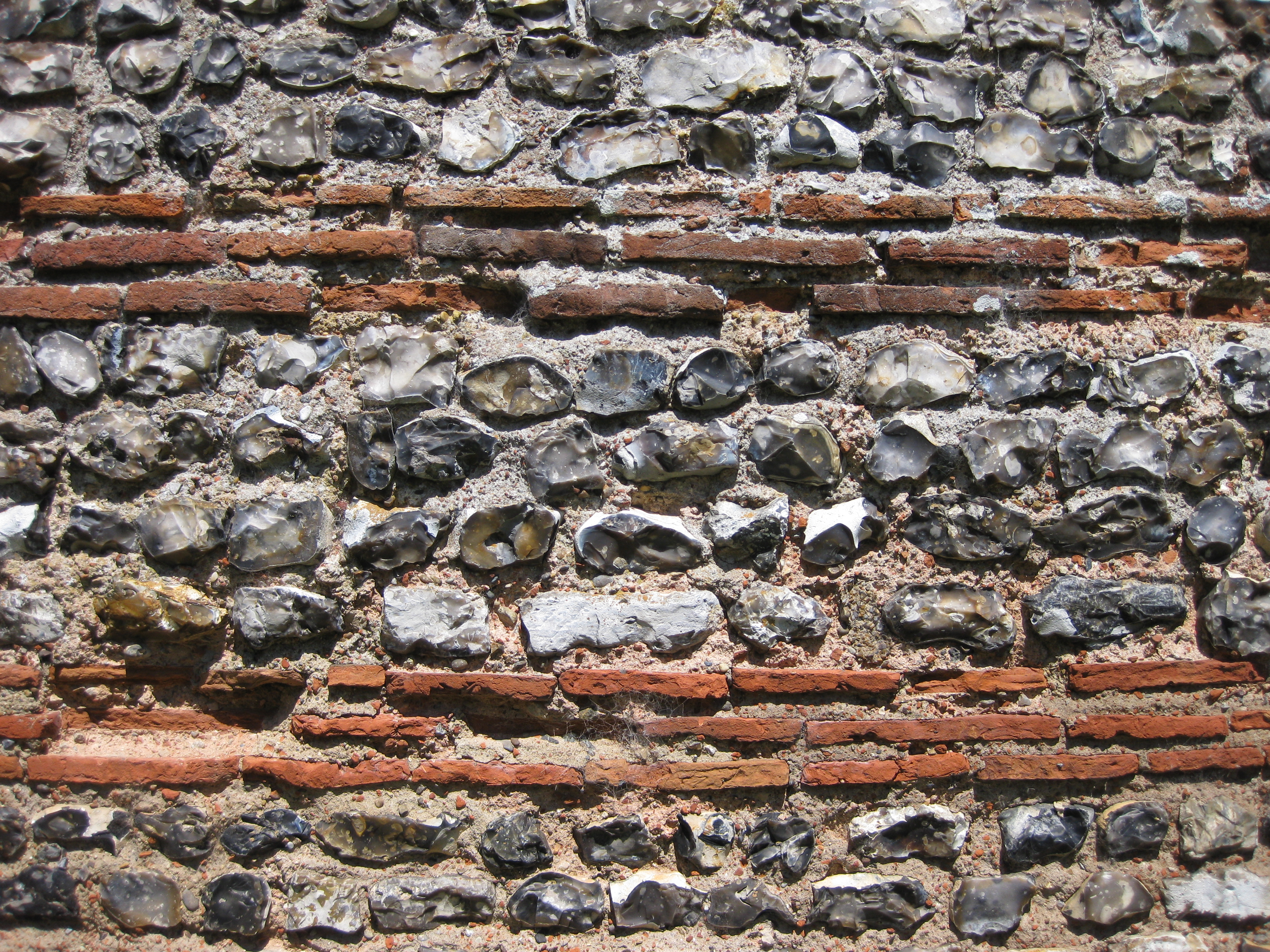
Un primo piano della pietra focaia e del mattone

Nell'XI e XII secolo fu costruita una motta castrale nell'angolo sud-ovest, utilizzando il forte romano come cortile. La motta fu in parte rimossa intorno al 1770 e nel 1839 fu completamente livellata. Il fossato, poi, è stato riempito nello stesso anno. Gli scavi archeologici hanno identificato una torre in legno, con cortile, situata a nord-est della motta.

### Il reimpiego dei materiali
Il forte si trova vicino alla chiesa medievale di San Pietro e Paolo di Burgh Castle, che incorpora nel suo tessuto dei mattoni romani, presumibilmente presi dal sito del forte.
Nel XVII secolo, Henry Spelman registrò una tradizione secondo cui il forte era stato occupato da ebrei e riportò il nome di una percorso che si allontanava da esso come "la via degli ebrei". (Un frammento superstite del percorso, nell'adiacente parrocchia di Bradwell, è ancora denominato "Jewish Lane"). È probabile che questo rifletta il senso popolare del sito essendo stato la casa di un popolo antico ma enigmatico, e forse il suo uso come cava di materiali da costruzione.

## Posizione
Il sito si trova ad ovest del villaggio e della parrocchia civile di Burgh Castle, nella contea di Norfolk. Si trova sulla sponda orientale della parte più meridionale del Breydon Water, formata alla foce dei fiumi Ant, Bure, Yare e Waveney. Oggi invece è separato dall'estuario da distese fangose. Il sito del Roman Shore Fort di Caister-on-Sea si trova a poche miglia a nord-est.
Il sito è di proprietà del Norfolk Archaeological Trust, con le mura a cura di English Heritage. Il sito è liberamente aperto al pubblico. Un importante schema di accesso e interpretazione è stato creato dal Trust, con il finanziamento e la collaborazione della Natural England e dell'English Heritage. Pannelli interpretativi nell'area del parcheggio ed intorno al forte forniscono informazioni ai visitatori. Un percorso per tutte le stagioni intorno alla proprietà è accessibile ai disabili e consente ai visitatori disabili di raggiungere il fiume.

## Riferimenti nella cultura di massa
Il castello di Burgh è la fortezza romana descritta nel racconto Interloper's Folly di SA Carr.
Appare in Assassin's Creed: Valhalla durante un assalto e una tempesta contro Rued.

È una delle ambientazioni del romanzo A Pretty Deceit di Anna Lee Huber, pubblicato nell'ottobre 2020.